# Wiaczesław Kaliniczenko
Wiaczesław Kaliniczenko (ur. 11 czerwca 1973 w Kijowie) – ukraiński lekkoatleta, następnie trener pracujący w Polsce, specjalizujący się w skoku o tyczce. Trener m.in. Moniki Pyrek.

## Życiorys
W młodości uprawiał skok o tyczce w barwach klubów Dynamo Kijów i Trudowi Rezerwy Kijów. Jego rekord życiowy wynosił 5,50 (12.01.1996) Jest absolwentem Instytutu Kultury Fizycznej w Kijowie.
W 2000 przyjechał do Polski, pracował w Gdańsku, w Centrum Szkolenia Olimpijskiego w Skoku o Tyczce, jako asystent Edwarda Szymczaka. Tam rozpoczął treningi z Moniką Pyrek, Adamem Kolasą, Krzysztofem Kusiakiem. W 2003 rozpoczął samodzielną pracę w MKL Szczecin, jego zawodniczką została tam Monika Pyrek (do końca kariery w 2013), trenował także Przemysława Czerwińskiego. Monikę Pyrek poprowadził do dwóch tytułów wicemistrzyni świata (2005, 2009) i tytułu wicemistrzyni Europy (2006). Przemysław Czerwiński został w 2010 brązowym medalistą mistrzostw Europy. 
W styczniu 2011 otrzymał razem z żoną i córką obywatelstwo polskie
Od 2012 jest trenerem w założonym przez siebie razem z Norbertem Rokitą Ośrodek Skoku o Tyczce. W latach 2011–2015 był trenerem Piotra Liska, który doszedł w tym czasie do wyniku 5,90. Od 2015 trenował Wenezuelkę Robeilys Peinado, która zdobyła brązowy medal mistrzostw świata w 2017. W listopadzie 2019 został trenerem Pawła Wojciechowskiego.
W 2009 został odznaczony Krzyżem Kawalerskim Orderu Odrodzenia Polski.
Skok o tyczce uprawiała także jego córka, Anastazja, której największym osiągnięciem było wicemistrzostwo Polski juniorek w 2012 i brązowy medal młodzieżowych mistrzostw Polski w 2016, a rekord życiowy wynosił 3,50 (17.06.2012). Anastazja jest od 2015 żoną lekkoatlety Patryka Dobka.